# Sició (mitologia)
Sició (en grec antic Σικυών), va ser, segons la mitologia grega, el segon fundador i epònim de la ciutat de Sició al Peloponès.
Aquesta ciutat havia estat fundada per Egialeu, un rei del país, els descendents del qual havien conservat el poder fins a Lamedont. Les tradicions sobre la genealogia de Sició diuen, per una banda, que era fill de Marató. Altres vegades és fill de Mecíon i net del rei d'Atenes Erecteu.
El rei Lamedont el va cridar perquè s'aliés amb ell contra els seus enemics argius Arcandre i Arquíteles. Li va donar en matrimoni la seva filla Zeuxipe, de qui Sició va tenir una filla, Ctonofile. Al morir el seu sogre va heretar el tron.